# Aéroport de Valença
L'aéroport de Valença (code IATA : VAL • code OACI : SNVB) est l'aéroport desservant la ville de Valença au Brésil, ainsi que la région autour de Morro de São Paulo.

## Historique
L'aéroport a été ouvert en 1948 et rénové en 2000.

## Compagnies aériennes et destinations
| Compagnies              | Destinations                                          |
| ----------------------- | ----------------------------------------------------- |
| Azul Brazilian Airlines | Campinas de façon saisonnière: Belo Horizonte-Confins |

## Accès
L'aéroport est situé à 10 km du centre-ville de Valença.